# Sekundærrute 213
Sekundærrute 213 er en rutenummereret landevej på Sjælland.
Ruten strækker sig fra Espergærde til Ålsgårde.
Rute 213 har en længde på ca. 12 km.
Vejen er gammel. En bivej, der forbandt Espergærde fiskerleje med Mørdrup landsby og herfra fortsatte over Gurre og Nygård til Hellebæk kan påvises tilbage til 1800-tallet. I henhold til vejbestyrelsesloven blev der udarbejdet en vejadgangsplan i 1960-erne, men den fik ingen praktisk betydning. Først senere valgte man at bygge den nuværende vej, som fra Kongevejen til Hellebæk-Ålsgårde blev ført uden om de bymæssige bebyggelser.